# Aubrieta deltoidea
Aubrieta deltoidea es una especie de planta fanerógama de la familia Brassicaceae, es nativa del sudeste de Europa, pero se cultiva en todo el mundo como planta ornamental y crece silvestre en algunas zonas como un fugitivo de jardín. 

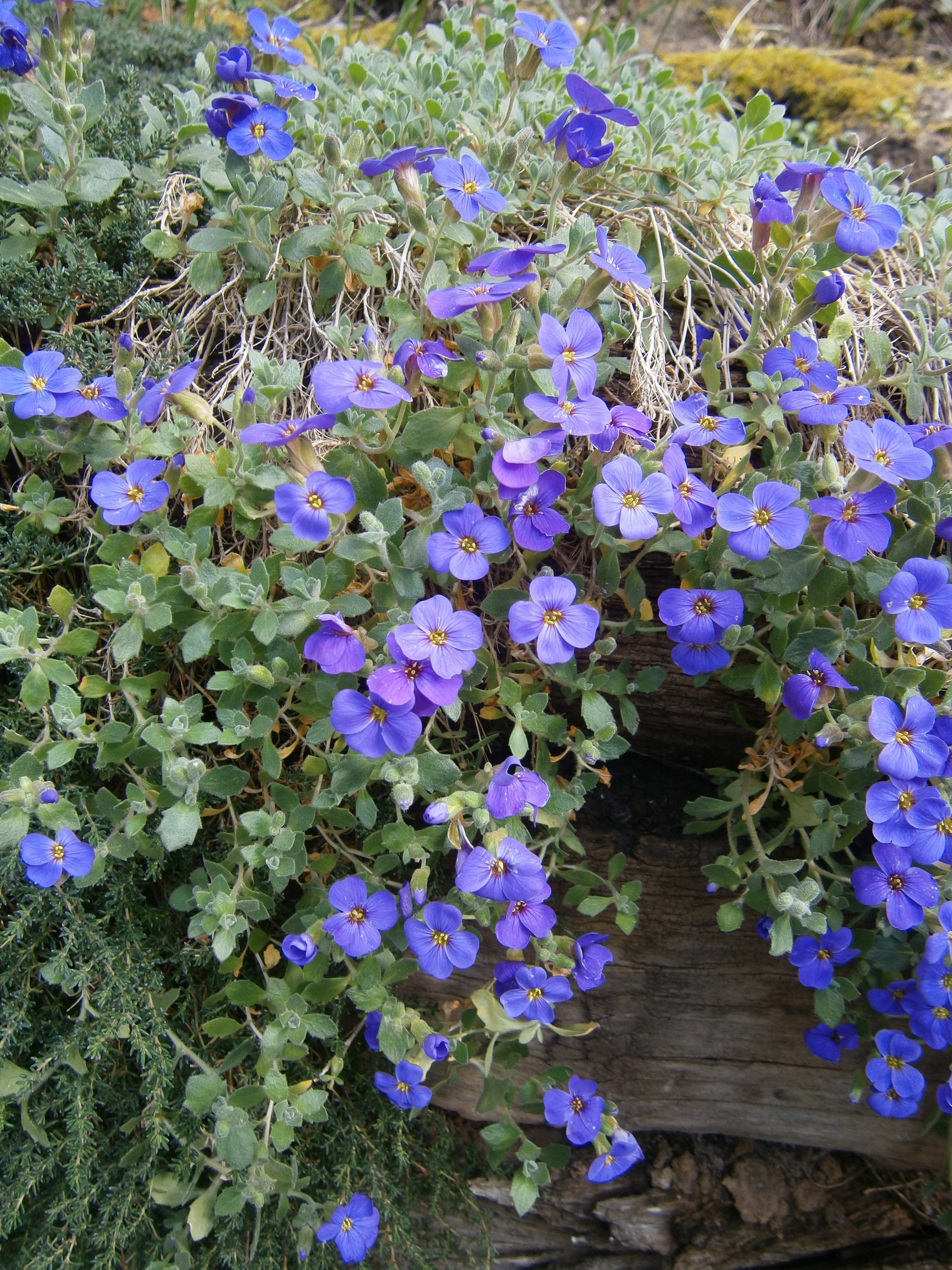
Vista de la planta

## Descripción
Esta es una pequeña hierba perenne que forman alfombras de color verde. Sus hojas tienen la forma de cuchara, ovalada, algunas de las cuales son lobuladas. La vistosa inflorescencia tiene pequeñas flores en número de cuatro con los pétalos de color lavanda a rosa profundo. El fruto es una silicua de hasta dos centímetros de largo.

## Taxonomía
Aubrieta deltoidea fue descrita por (L.) DC. y publicado en Regni Vegetabilis Systema Naturale 2: 294. 1821.
Etimología
Aubrieta: nombre genérico que fue nombrado en honor de Claude Aubriet, un pintor de flores francés.
deltoidea: epíteto latíno que significa "con forma de delta".
Sinonimia
- Alyssum deltoideum L.
- Aubrieta canescens subsp. canescens (Boiss.) Bornm.
- Aubrieta floribunda Spach
- Aubrieta graeca Griseb.
- Aubrieta hesperidiflora (Lam.) G.Don ex Loudon
- Aubrieta integrifolia Fisch. & C.A.Mey.
- Aubrieta intermedia Heldr. & Orph. ex Boiss.
- Aubrieta intermedia var. macedonica Adamovic